# Matt Howard
Matt Howard (nacido el 23 de enero de 1989 en Carmel, Indiana) es un jugador de baloncesto estadounidense que juega en Hapoel Tel Aviv B.C.. Con 2.03 metros de estatura, juega en la posición de alero.

## Carrera
Su primera experiencia profesional fue en el Olympiacos BC junto a Kalin Lucas. Ninguno de ellos llegó a terminar la temporada. En 2012, Howard rescindió contrato para recalar en el EnBW Ludwigsburg alemán.
Howard jugó la liga de verano de Las Vegas, jugando para los Phoenix Suns.
Su paso por Alemania con buenos números le valió para conseguir “pasaporte” a una liga algo mayor, como la LNB, fichando por el Chorale Roanne.
En 2014, firma por el Strasbourg IG.